# Paraturbanella aggregotubulata
Paraturbanella aggregotubulata is een buikharige uit de familie Turbanellidae. Het dier komt uit het geslacht Paraturbanella. Paraturbanella aggregotubulata werd in 1992 voor het eerst wetenschappelijk beschreven door Evans. 